# Pseudanophthalmus hypertrichosis
Pseudanophthalmus hypertrichosis är en skalbaggsart som beskrevs av Valentine. Pseudanophthalmus hypertrichosis ingår i släktet Pseudanophthalmus och familjen jordlöpare. Inga underarter finns listade i Catalogue of Life.